# Joachim H. Spangenberg

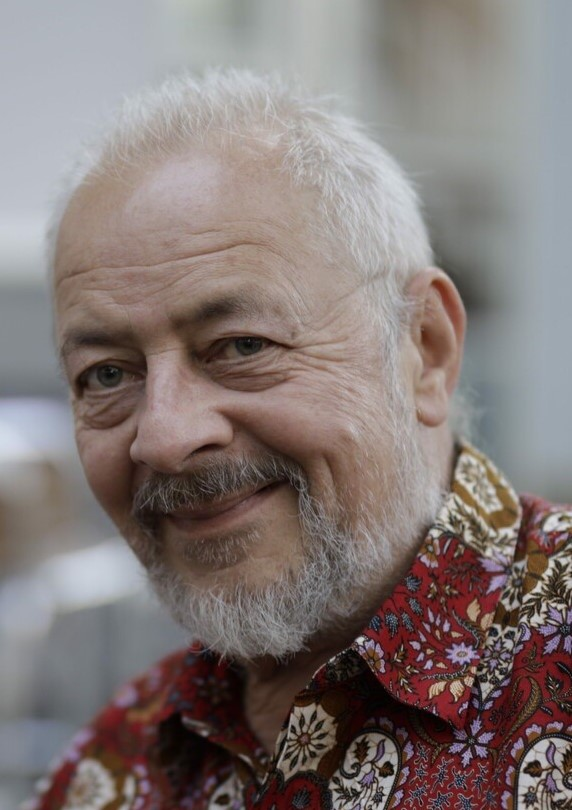
Joachim H. Spangenberg (2020)

Joachim H. Spangenberg (* 27. Mai 1955 in Wuppertal) ist ein interdisziplinärer deutscher Nachhaltigkeitswissenschaftler. Er ist Mitarbeiter des Forschungszentrums Jülich, Mitglied des Scientific Committee der Europäischen Umweltagentur EEA und war bis Ende 2023 Mitglied des deutschen Bioökonomierats. Weitere ehrenamtliche Aktivitäten sind u. a. Co-Chair des Steering Committee bei ESP, der Ecosystem Services Partnership, Vorsitz des Wissenschaftlichen Beirats des Bund für Umwelt und Naturschutz BUND, Ehrenvorsitzender des Sustainable Europe Research Institute SERI Germany und vor Ort in Köln Vorstandsmitglied der Stiftung KalkGestalten.

## Leben
Spangenberg wurde 1955 in Wuppertal geboren und wuchs in Solingen auf. Er studierte 1974 bis 1983 Biologie (Diplom, Schwerpunkt theoretische Ökologie, Nebenfach Mathematik) an der Universität zu Köln. Von 1983 bis 1986 absolvierte er ein Aufbaustudium Ökologie an der Universität Essen Gesamthochschule (heute Universität Duisburg-Essen) und arbeitete anschließend (1986–1991) in der wissenschaftlichen Politikberatung beim Parteivorstand der SPD, als Abgeordnetenmitarbeiter und als Referent der SPD-Bundestagsfraktion. Nach Mitarbeit beim Institut für Europäische Umweltpolitik, Bonn, und dem Wuppertal Institut promovierte er 2004 an der Universität Bremen im Bereich Wirtschaftswissenschaften zum Thema „Die ökonomische Nachhaltigkeit der Wirtschaft: Theorien, Kriterien, Indikatoren“. Anschließend forschte er zur sozio-ökonomischen Aspekten der Nachhaltigkeit am Sustainable Europe Research Institute, Wien, der Universität Versailles Saint-Quentin-en-Yvelines und dem Helmholtz-Zentrum für Umweltforschung – UFZ, mit zunehmendem Fokus auf die Rolle der biologischen Vielfalt in der nachhaltigen Entwicklung. Seit 2023 ist er Mitarbeiter des Forschungszentrums Jülich.
Spangenberg war unter anderem Mitglied im Vorstand der International Sustainable Development Research Society, Gründungsmitglied der internationalen Ecosystem Services Partnership ESP, Mitglied mehrerer Expertengruppen für Nachhaltigkeitsfragen bei UNDESA, und internationaler Experte für UNDP in Zentralasien, Kasachstan und der VR China. Ebenfalls als internationaler Experte war er für das EU-China Biodiversity Cooperation Programme und die EU-China Policy Dialogue Support Facility PDSF tätig. Bei der OECD arbeitete er 1997–2012 in mehreren Arbeitsgruppen mit und war 2012–2014 Mitglied der Green Growth and Sustainable Development Task Force. 2007–2015 betreute er die Entwicklung und das Monitoring der nationalen Nachhaltigkeitsstrategie des Großherzogtums Luxemburg. 2011–2014 war er Mitglied der High Level Economists’ Expert Group on Resource Efficiency der Europäischen Kommission. Er war ‚contributing author‘ beim IPCC AR 4 Bericht (2007), der mit dem Friedensnobelpreis geehrt wurde, und hat zu mehreren Kapiteln des Global Assessment von IPBES (2019) Beiträge geleistet.
Joachim Spangenberg ist Mitglied des Scientific Committee der Europäischen Umweltagentur (für die Themen Indikatoren, Assessments und Nachhaltigkeit; noch bis Ende 2024), Ko-Vorsitzender des Steering Committee von ESP, Mitglied der IUCN Commission on Ecosystem Management und aktiver Teilnehmer der deutschen Gruppen von IPCC und IPBES. Als Mitglied der Editorial Boards arbeitet er bei den Fachzeitschriften BioRisk Journal, Business Strategy and Development, Ecosystem Services, Land und Sustainable Development. Darüber hinaus ist er seit 2020 Vorsitzender des Wissenschaftlichen Beirats des BUND und damit auch Mitglied des Bundesvorstands.
Joachim Spangenberg ist geschieden, kinderlos und lebt in Köln Kalk.

## Forschungsgebiet
Als Wissenschaftler versucht Spangenberg, vor dem Hintergrund der komplexen Interaktionen sozialer, ökonomischer und ökologischer Prozesse Wege zu einer Sicherung eines guten, menschenwürdigen Lebens im Rahmen einer nachhaltigen internationalen Entwicklung zu identifizieren. Dazu gehört die Kritik am neoklassischen Wachstumsparadigma und an der Bewertung sozialer und ökologischer Systeme in Geldeinheiten, die Suche nach Modellen zukunftsfähigen Arbeitens und Konsumierens innerhalb planetarer Grenzen und unter Berücksichtigung von Umwelt-, Verteilungs- und Geschlechtergerechtigkeit. Unter anderem dazu hat er den mehrdimensionalen Ansatz des „Prismas der Nachhaltigkeit“ entwickelt.
Als engagierter Bürger versucht er, seine Kenntnisse in den Bereichen Klima, biologische Vielfalt, Umwelt, Wirtschaft und soziale Nachhaltigkeit durch Mitarbeit in zivilgesellschaftlichen Organisationen wie dem BUND und Gremien wie dem dritten deutschen Bioökonomierat (2022/23) einzubringen.

## Veröffentlichungen (Auswahl)
- J. H. Spangenberg: Supporting the Global Biodiversity Framework Monitoring with LUI, the Land Use Intensity Indicator. In: Land. Band 12, 2023, S. 820. doi:10.3390/land12040820.
- S. E. Shmelev, L. Abgleze, J. H. Spangenberg: Multidimensional Ecosystem Mapping: Towards a More Comprehensive Spatial Assessment of Nature’s Contributions to People in France. In: Sustainability. Band 15, 2023, S. 7557. doi:10.3390/su15097557.
- J. H. Spangenberg, R. Kurz: Epochal turns: Uncomfortable insights, uncertain outlooks. In: Sustainable Development. 2023. doi:10.1002/sd.2512.
- J. H. Spangenberg: Inside the Anthropo-Populo-Consumo-Capitalocene. In: Anthropocene Science. Band 1, Nr. 3, 2022, S. 358–374, doi:10.1007/s44177-022-00031-3.
- J. H. Spangenberg, S. Lorek: Who cares (for whom)? Frontiers in Sustainability. In: Sustainable Consumption. Band 3, 2022, S. 835295. doi:10.3389/frsus.2022.835295.
- European Environment Bureau EEB (eds.) [T. Parrique, J. Barth,F. Briens, C. Kerschner, A. Kraus-Polk, A. Kuokkanen, J. H. Spangenberg]: Decoupling Debunked. Evidence and arguments against green growth as a sole strategy for sustainability. Brussels, European Environment Bureau, 2019. eeb.org, 78 S.
- J. H. Spangenberg, S. Lorek: Sufficiency and consumer behaviour: from theory to policy. In: Energy Policy. Band 129, 2019, S. 1070–1079. doi:10.1016/j.enpol.2019.03.013.
- S. Lorek, J. H. Spangenberg: Sustainable consumption within a sustainable economy–beyond green growth and green economies. In: Journal of Cleaner Production. Band 63, 2014, S. 33–44.
- J. H. Spangenberg: Sustainability science: a review, an analysis and some empirical lessons. In: Environmental Conservation. Band 38, Nr. 3, 2011, S. 275–287.
- J. H. Spangenberg, J. Settele: Precisely incorrect? Monetising the value of ecosystem services. In: Ecological Complexity. Band 7, Nr. 3, 2010, S. 327–337.
- J. H. Spangenberg: Environmental space and the prism of sustainability: frameworks for indicators measuring sustainable development. In: Ecological indicators. Band 2, Nr. 3, 2002, S. 295–309.
- J. H. Spangenberg, S. Pfahl, K. Deller: Towards indicators for institutional sustainability: lessons from an analysis of Agenda 21. In: Ecological indicators. Band 2, Nr. 1-2, 2002, S. 61–77.
- A. Valentin, J. H. Spangenberg: A guide to community sustainability indicators. In: Environmental Impact Assessment Review. Band 20, Nr. 3, 2000, S. 381–392.
- J. H. Spangenberg, F. Hinterberger, S. Moll, H. Schütz: Material Flow Analysis, TMR and the mips concept. In: Int. J. Sustainable Development. Band 2, Nr. 4, 1999, S. 491–505, doi:10.1504/IJSD.1999.004339.